# Gesellschaft für freie Publizistik

Logo der GfP

Die Gesellschaft für freie Publizistik (GfP) ist ein Verein für politische Bildung auf der rechten Seite des politischen Spektrums mit Sitz in München und Sekretariat in Lippoldsberg.
Nach Einschätzung des Bundesamtes für Verfassungsschutz ist sie die größte rechtsextreme Kulturvereinigung in Deutschland und stand laut Verfassungsschutzbericht von 2006 zumindest im Jahr 2005 der NPD nahe. Ihr gehören vor allem rechtsextreme Verleger, Buchhändler, Redakteure und Schriftsteller an.

## Gründung
Die GfP wurde 1960 von ehemaligen Angehörigen der NSDAP und der SS gegründet. Eine besondere Rolle kam dabei dem ehemaligen stellvertretenden Reichspressechef der NSDAP, Helmut Sündermann, zu. Mitgründer waren außerdem Kurt Ziesel, Erich Kern, Herbert Böhme und Peter Kleist, der einstige persönliche Referent des NS-Außenministers Joachim von Ribbentrop.
Die GfP schrieb hierzu: „Zu Pfingsten 1960 trafen sich in Neustadt an der Weinstraße Verleger, Redakteure, Schriftsteller, Buchhändler und Freunde einer freien Publizistik, um sich gegen eine unheilvolle Entwicklung zu verbinden.“ „Anläßlich der Frankfurter Buchmesse 1960“ sei die Gesellschaft für freie Publizistik als eingetragener Verein gegründet worden. Die Gesellschaft für freie Publizistik e. V. ist beim Amtsgericht München im Vereinsregister unter Nummer VR 1008 eingetragen.

## Vorsitzende und Vorstandsmitglieder
- Fritz Schneider, Verleger des Fränkischen Anzeigers (1960–1962)
- Kurt Vowinckel (1963–1970)
- Werner Hänsler (1970–1973)
- Gert Sudholt (1973–1983)
- Holle Grimm (1983–1985)
- Gert Sudholt (1985–1991)
- Rolf Kosiek (1991–2005)
- Andreas Molau (2005–2010)
- Martin Pfeiffer (seit 2010)

Vorstandstätigkeiten üben bzw. übten darüber hinaus seit 1991 unter anderem folgende Personen aus:
| - Björn Clemens - Peter Dehoust - Rudolf Enßlen - Heinz Dietrich Flöter | - Wolf Lehner - Harald Neubauer - Margret Nickel | - Karl Richter - Olaf Rose - Alfred E. Zips |

Gert Sudholt übernahm 1973 den Vorsitz und wurde 1983 durch Holle Grimm abgelöst. 1991 bis 2005 war Rolf Kosiek – ein Multifunktionär im rechtsextremen Spektrum aus Nürtingen – erster Vorsitzender, von 2005 bis 2010 war Andreas Molau Vorsitzender der GfP und Rolf Kosiek zusammen mit dem mehrfach wegen Volksverhetzung vorbestraften Gert Sudholt zweiter Vorsitzender. Mit Molaus Vorstandschaft fand eine Hinwendung zur NPD statt. Seit Mai 2010 ist Martin Pfeiffer Vorsitzender der GfP.

## Zusammenarbeit
Von Beginn an arbeitete die GfP eng mit dem Deutschen Kulturwerk Europäischen Geistes und deren späterer Abspaltung, der Deutschen Kulturgemeinschaft, zusammen. Spätestens seit den 1990er Jahren ist ein erheblicher Einfluss der Redaktion der Zeitschrift Nation und Europa auf die GfP zu verzeichnen. Seit 2000 arbeitet die GfP eng mit der Deutschen Studiengemeinschaft (DSG) zusammen, einem rechtsextremen Zirkel.

## Themen
Themen der GfP sind insbesondere die „Infragestellung der Vergasung von Millionen von Juden“ (nach Helmut Rannacher, früherer Präsident des Landesamtes für Verfassungsschutz Baden-Württemberg; siehe hierzu Holocaustleugnung), das Bestreiten oder das Relativieren der Kriegsschuld Deutschlands, die „Ausländerfrage“, die „Meinungsfreiheit für nationale Publizistik“ und weitere revisionistische Theorien und Ansätze. Zu den Hauptaufgaben der GfP gehört die Förderung der Zusammenarbeit rechter und rechtsextremer Verleger sowie zwischen Verlegern und Autoren und die politische und juristische Unterstützung im Fall von polizeilichen oder staatsanwaltlichen Ermittlungen gegen die Verfasser rechtsgerichteter Schriften. Auch verbreitet die GfP in ihrem Webauftritt an prominenter Stelle – Eingangsseite ihres Webauftritts – Ansichten wie „‚Nigger‘ ist kein Schimpfwort“ (gfp-netz.de vom 17. Dezember 2007).
Die GfP will – wie sie es ausdrückt – einen Beitrag zu einem Kontrastprogramm zu der „täglichen Indoktrination“ eines „politisch korrekten, dem Zeitgeist entsprechenden Denkens, das aber eine seine Substanz und Zukunft zerstörende Wirkung hat“, liefern.
Gert Sudholt formulierte 2010 bei seinem Rückzug aus dem Vorstand, dass die eigentliche Aufgabe der GfP darin bestehe, „selbstbestimmte Geschichtsschreibung, Anwalt von Bürgerfreiheiten, Verteidiger geistiger Freiheiten und starke Stimme einer schweigenden Mehrheit im gesamten deutschen Sprachraum zu sein“.

## Kongresse und Publikationen
Die GfP organisiert Jahreskongresse, an denen insbesondere Autoren, Wissenschaftler und Politiker aus dem rechtskonservativen bis rechtsextremen Spektrum teilnehmen. Sie sind ein wichtiger Ort für Strategiediskussionen, mit denen die GfP versucht, unter anderem durch Preisverleihungen Einfluss auf die Gegenwartspublizistik zu nehmen. Einige Referenten waren oder sind Mitglieder der NPD, des Witikobundes oder veröffentlichen in Zeitschriften wie Nation und Europa. Auch einzelne CDU-Mitglieder wie Albrecht Jebens oder Hans-Helmuth Knütter hielten Vorträge bei der GfP. Die Vorträge der Kongresse werden von der GfP in Sammelbänden veröffentlicht. Außerdem erscheint vierteljährlich das Das Freie Forum als Organisationsrundbrief. Als Zeichen eines Bestrebens der GfP nach einer Vernetzung mit „patriotischen Kräften“ wertete der bayerische Verfassungsschutz den Auftritt des ehemaligen Grundschullehrers Nikolai Nerling, der auf dem YouTube-Kanal „Der Volkslehrer“ den Holocaust infrage stellt, antisemitische und verschwörungstheoretische Positionen verbreitet sowie vor einem „Aussterben des deutschen Volkes“ warnt, auf dem Jahreskongress 2018.

### Liste von Vortragenden
Zu den Vortragenden gehören u. a.:
- Björn Clemens
- Richard W. Eichler
- Jürgen Elsässer[12]
- Johannes Hübner[13]
- Robert Hepp
- Alfred Keck
- Theodor Schmidt-Kaler
- Hans-Helmuth Knütter
- Peter Dehoust
- Georg Franz-Willing
- Hans-Michael Fiedler
- David Irving
- Karlheinz Klement[14]
- Dankwart Kluge
- Rolf Kosiek
- Franz Kurowski
- Heinrich Jordis von Lohausen
- Gert Meier
- Andreas Mölzer
- Harald Neubauer
- Manuel Ochsenreiter
- Wilfred von Oven
- Michael Paulwitz
- Thomas Paulwitz
- Karl Richter
- Hans-Dietrich Sander
- Otto Scrinzi
- Gert Sudholt
- Franz Uhle-Wettler
- Reinhard Uhle-Wettler
- Thor von Waldstein
- Udo Walendy

### Preisverleihungen
Seit 1962 verleiht die GfP auf ihren Jahreskongressen die Ulrich-von-Hutten-Medaille an Personen, die sich aus Sicht der GfP „besonders stark für die Freiheit der Meinungsäußerung und die historische Wahrheit in der Zeitgeschichte eingesetzt“ haben. Preisträger sind:
- 1964 David L. Hoggan
- 1969 Hans Grimm (posthum)
- 1969 Hans Wilhelm Hagen
- 1970 Otto Spatz
- 1971 Arthur Ehrhardt (posthum)
- 1972 Fritz Stüber
- 1973 Annelies von Ribbentrop
- 1974 Helmut Sündermann (posthum)
- 1975 Heinrich Härtle
- 1976 Fritz Münch
- 1978 Reinhard Pozorny
- 1979 Waldemar Schütz
- 1980 Arno Breker
- 1981 Gerhard Schumann
- 1982 Erich Kern
- 1985 Georg Franz-Willing
- 1987 Gustav Sichelschmidt
- 1988 Adolf von Thadden
- 1992 Werner Kuhnt
- 1994 Holle Grimm
- 1996 Peter Dehoust
- 1997 Wilfred von Oven[16]
- 1999 Nikolaus von Preradovich
- 2000 Wolfgang Strauß
- 2001 Udo Walendy
- 2002 Ilse Dvorak-Stocker
- 2003 Wigbert Grabert
- 2004 Hajo Herrmann
- 2005 Konrad Windisch
- 2006 Wjatscheslaw Daschitschew
- 2007 Erich Priebke
- 2008 Herbert Fleissner
- 2010 Gerhard Frey
- 2011 Otto Scrinzi
- 2012 Rolf Kosiek
- 2013 Alfred Mechtersheimer
- 2014 Gerd Schultze-Rhonhof
- 2015 Hans-Dietrich Sander
- 2016 Walter Marinovic
- 2017 James Bacque
- 2018 Harald Neubauer
- 2019 Fred Duswald (aufgrund der COVID19-Pandemie erst 2022 verliehen)[17]
- 2023 Gert Sudholt
- 2024 Bernd Schwipper

2008 verlieh die Gesellschaft ihren jährlichen Förderpreis für Publizistik der Zeitschrift Hier & Jetzt, einem vierteljährlich erscheinenden Organ der Jungen Nationaldemokraten.

### Verbundene Verlage
Eng mit der GfP verbunden sind der Grabert Verlag, die Verlagsgesellschaft Berg und (bis zu seinem Aufkauf durch Dietmar Munier) der Nation Europa-Verlag, die von ihr profitieren.